# 1705
Évszázadok: 17. század – 18. század – 19. század
Évtizedek: 1650-es évek – 1660-as évek – 1670-es évek – 1680-as évek – 1690-es évek – 1700-as évek – 1710-es évek – 1720-as évek – 1730-as évek – 1740-es évek – 1750-es évek
Évek: 1700 – 1701 – 1702 – 1703 –  1704 – 1705 – 1706 – 1707 – 1708 – 1709 – 1710

## Események
- január 1. – A császáriak átadják Szatmár várát a kurucoknak.[1]
- január 3. – A bécsi Udvari tanács intézkedik az állandó katonaság felállításának pénzügyi kérdéseiről (részpénz veretése), s tervbe veszi a gazdasági Tanács felállítását.[2]
- április 26. – Rákóczi elrendeli Szatmár várának lerombolását és az ecsedi erődítmények megerősítését. (A feladatok elvégzéséhez a környező vármegyéket rendelte ki a fejedelem.)[1]
- május 30. – Megjelenik a „Mercuris Hungaricus” kuruc újság első száma.[2]
- június 1. – Galambos Ferenc szatmári várkapitány a vár lerombolásával kapcsolatos „eligazításra” magához rendeli a vármegyék munkásainak vezetőit, s ezzel kezdetét veszi az erősség elbontása.[1]
- szeptember 12.–október 3. – Országgyűlés Szécsényben.[2]
- szeptember 20. – A szécsényi országgyűlésen a kurucok megalakítják az új kormányt.
- november 2. – Megindul a második dunántúli hadjárat.
- november 11. – II. Rákóczi Ferenc vereséget szenved a császári seregektől Zsibó mellett. (A kurucok kiszorultak Erdélyből, s több százan menekültek a közeli Moldvába.)[3]
- november 25. – A kurucok ostromzár alá veszik Esztergomot. (Az ostrom majd csak a következő évben veszi kezdetét.)
- november 27. – Rákóczi Ferenc fejedelem elfogatja Forgách Simon altábornagyot.
- december 13. – Bottyán János rajtaütésszerű támadásával megveri Hannibal Heistert Szentgotthárd mellett.
- december 15. – Erdélyi országgyűlést tartanak Segesvárott. (A kevés megjelent hűséget esküszik I. Józsefnek, és semmisnek nyilvánítja Rákóczi fejedelemmé választását.)[2]

## Születések
- január 24. – Farinelli, olasz kasztrált énekes († 1782)
- február 12. – Johann Elias Bach, német zeneszerző († 1755)
- szeptember 24. – Leopold Joseph von Daun a 18. század egyik sikeres hadvezére, Mária Terézia császárné katonai főtanácsadója, a hétéves háború második felében a császári haderő főparancsnoka († 1766)
- október 29. – Perliczy János Dániel magyar orvos († 1778)
- október 31. – XIV. Kelemen pápa († 1774)[4]

## Halálozások
- február 5. – Philipp Jacob Spener, német teológus, heraldikus, a német pietizmus megalapítója (* 1635)
- május 5. – I. Lipót, magyar király, német-római császár[5] (* 1640)
- augusztus 16. – Jakob Bernoulli, svájci matematikus és fizikus (* 1654)
- szeptember 13. – Thököly Imre, erdélyi fejedelem (* 1657)